# El Dovio (ort)
El Dovio är en ort i Colombia.   Den ligger i departementet Valle del Cauca, i den centrala delen av landet, 240 km väster om huvudstaden Bogotá. El Dovio ligger 1 435 meter över havet och antalet invånare är 7 942.
Terrängen runt El Dovio är kuperad åt sydost, men åt nordväst är den bergig. Runt El Dovio är det ganska tätbefolkat, med 160 invånare per kvadratkilometer. Närmaste större samhälle är Roldanillo, 13,9 km sydost om El Dovio. Omgivningarna runt El Dovio är en mosaik av jordbruksmark och naturlig växtlighet.